# Joseph Nérette
Joseph Nérette (9. dubna 1924 – 29. dubna 2007, Port-au-Prince) byl haitský soudce a prezident v letech 1991–1992.
Do čela státu nastoupil po vojenském puči z 30. září 1991, který svrhl prvního demokraticky zvoleného haitského prezidenta Jeana-Bertranda Aristideho. Vůdce převratu, generálporučík haitské armády Raoul Cédras, jmenoval po úspěchu svého převratu Josepha Nérreta 8. října prezidentem republiky, ale veškerou skutečnou moc si ponechal ve svých rukou.
Jako pouhá politická loutka „řídil“ Nérette stát do 19. června 1992. V ten den ho vojenská junta vystřídala „prozatímně“ Marcem Bazinem, neúspěšným pravicovým kandidátem prezidentských voleb z roku 1990. Zemřel 29. dubna 2007 na rakovinu jater v Port-au-Prince ve věku 83 let.
| Seznam prezidentů Haiti  | Seznam prezidentů Haiti  | Seznam prezidentů Haiti |
| ------------------------ | ------------------------ | ----------------------- |
| Předchůdce: Raoul Cédras | 1991–1992 Joseph Nérette | Nástupce: Marc Bazin    |